# Astroceramus boninensis
Astroceramus boninensis är en sjöstjärneart som beskrevs av Kogure och Tachikawa 2009. Astroceramus boninensis ingår i släktet Astroceramus och familjen ledsjöstjärnor. Inga underarter finns listade i Catalogue of Life.